# Ecomail.cz
ECOMAIL.CZ, s.r.o. je česká společnost, která vyvíjí a poskytuje nástroj pro správu e-mailového marketingu a hromadné rozesílání newsletterů. Firma vznikla v roce 2014 a její sídlo se nachází v Praze.
Na trhu e-mail marketingu se profiluje jako lokální alternativa globálních nástrojů, například Mailchimp nebo ActiveCampaign, s důrazem na přizpůsobení potřebám středoevropského regionu.
Společnost pravidelně pořádá setkání e-shopařů ShopMasters.

## Historie
Společnost Ecomail byla založena v roce 2014 v Praze, v České republice s cílem poskytovat efektivní nástroj pro e-mailový marketing. Zakladateli jsou Jakub Stupka a Jan Tlapák, kteří spolu s týmem odborníků vyvinuli platformu zaměřenou na automatizaci a personalizaci e-mailových kampaní. Od svého vzniku se Ecomail postupně rozvíjel a stal se jedním z předních poskytovatelů e-mail marketingových služeb na českém trhu, přičemž kladl důraz na uživatelskou přívětivost, technologické inovace a lokální podporu zákazníků.

## Integrace
Ecomail podporuje integrace třetích stran, například Shoptet, Shopify, eBrána, Woocommerce a další.

## Expanze do Polska
S rostoucím úspěchem společnosti Ecomail se zvyšuje i její úsilí o expanzi na zahraniční trhy. Anglická verze jejího nástroje byla k dispozici již delší dobu, přičemž na základě podrobné analýzy trhu se společnost na konci roku 2023 rozhodla rozšířit své působení do Polska. Po spuštění polské verze aplikace zaznamenala firma nárůst počtu uživatelů, který dosáhl stovek nových zákazníků v této zemi.
V souvislosti s expanzí Ecomail posílil svůj tým o bilingvní zaměstnance, kteří se specializují na podporu polských klientů a navázání spolupráce s místními partnery. Současně probíhají práce na integraci klíčových polských digitálních nástrojů s platformou společnosti.
Podle Jakuba Stupky bude budoucí vývoj nástroje zahrnovat intenzivnější využití umělé inteligence, což má za cíl zjednodušit a zrychlit jeho používání. Kromě rozvoje funkcionalit na zahraničních trzích se očekává i další integrace s českými platformami. Mezi plánovaná propojení patří například integrace s aplikací Darujme.cz, což by mohlo být přínosné zejména pro neziskové organizace.